# Stobierna (powiat dębicki)
Stobierna – wieś w Polsce położona w województwie podkarpackim, w powiecie dębickim, w gminie Dębica.
| SIMC    | Nazwa             | Rodzaj     |
| ------- | ----------------- | ---------- |
| 0818769 | Budy Łopuchowskie | przysiółek |
| 0818730 | Dolna Stobierna   | część wsi  |
| 0818746 | Górna Stobierna   | część wsi  |
| 0818752 | Laskowa           | część wsi  |
| 0818775 | Łupiny            | przysiółek |

W latach 1975–1998 miejscowość należała administracyjnie do województwa tarnowskiego.

## Położenie
Miejscowości dawnego powiatu dębickiego, w tym Stobierna, leżą na pograniczu Pogórza Karpackiego i Kotliny Sandomierskiej. Najstarsze ślady osadnictwa na terenie Stobiernej sięgają czasów młodszej epoki kamiennej (neolitu), o czym świadczą znalezione tutaj siekierki gładzone z półkolistym ostrzem. Ich właściciele – przedstawiciele kultury ceramiki wstęgowej rytej, kreskowo – kłutej lub lendzielskiej prowadzili osiadły tryb życia, osiedlali się chętnie na glebach urodzajnych, w pobliżu rzek i małych cieków wodnych, na łagodnych wzniesieniach terenowych lub dobrze nasłonecznionych zboczach. Trudnili się garncarstwem oraz wyrobem narzędzi z krzemienia i kości zwierząt, rolnictwem, hodowlą, a także łowiectwem i zbieractwem.

## Historia
Geneza Stobiernej, podobnie jak wielu innych wsi ziemi dębickiej, sięga czasów Kazimierza Wielkiego (XIV wiek), kiedy po zajęciu przez Polskę Rusi Czerwonej, rozpoczęto proces zasiedlania nadgranicznego obszaru pomiędzy Wisłoką a Wisłokiem, wydzierając połacie lasu puszczy sandomierskiej. Wtedy powstała Stobierna, która była wówczas wsią prywatną.
Jan Długosz wymienia ją jako wieś należącą do parafii Lubzina (XV wiek). Prawdopodobnie należała ona początkowo do rodu Gryfitów, którzy posiadali w okolicy Dębicy wiele posiadłości, natomiast od 1536 r. przechodzi we władanie rodu Ligęzów (Piotra Ligęzy) herbu Półkozic.
Przez ten okres Stobierna dzieliła losy całej ziemi dębickiej – w tym klęski żywiołowe, takie jak powodzie i epidemie oraz najazdy wrogów.
W 1772 r., w wyniku pierwszego rozbioru wieś znalazła się w granicach Austrii. 
Od 1784 roku Stobierna stały się własnością rodu Raczyńskich. W 1791 r. Stobierna wraz ze Stasówką i Nagawczyną weszły do nowo utworzonej parafii z Zawadzie, gdzie rozwijał się kult cudownego obrazu Matki Boskiej i gdzie przybywały rzesze pielgrzymów. W 1899 roku hrabia Karol Raczyński założył w Stobiernej ochronkę oddaną w opiekę Sióstr Służebniczek z Dębicy. W 1919 powstała tam szkoła.
Podczas I wojny światowej obszar Stobiernej stał się miejscem zaciekłych walk pomiędzy amiami rosyjską i austriacką, co spowodowało duże zniszczenia.
Okres dwudziestolecie międzywojennego nie spowodował większego rozwoju wsi, mimo że w pobliskiej Dębicy i Pustkowiu realizowano główne inwestycje COP-u. Stobierna pozostał wsią o walorach turystycznych.
W czasie II wojny światowej obszar Stobiernej był terenem działania licznych grup partyzanckich, ze względu na swoje położenie i bliskość lasów. Partyzanci atakowali transporty niemieckie na trasie Zawada – Stobierna. 21 lipca 1943 do wsi przybyło Gestapo i żandarmeria niemiecka w poszukiwaniu partyzantów. Niemcy zatrzymali kilkunastu ludzi, trzech z nich rozstrzelali a resztę wywieźli do Dębicy, gdzie część z zatrzymanych została zamordowana. 6 sierpnia 1944 roku dokonano udanego ataku na kolumnę niemiecką prowadzącą zrabowane w Stobiernej konie. Aktywność partyzantów powodowała, jednak represję ze strony okupantów. Wielu mieszkańców poniosło śmierć.
Po drugiej wojnie światowej odbudowano szkołę, zniszczoną w czasie wojny. 1 września 1964 roku otwarto nowy budynek (obecnie nosi nazwę ZS im. Jana Pawła II).
W 1970 r. liczyła 1081 mieszkańców. Dzięki wybudowaniu asfaltowej drogi uzyskała lepsze połączenie komunikacyjne z Dębicą, co ułatwiło zatrudnianie się mieszkańców w dębickich zakładach pracy oraz kształcenie młodzieży w szkołach średnich.
Ostatnimi laty podjęto staranie, by w lepszy sposób wykorzystać walory letniskowe i turystyczne Stobiernej. W latach dziewięćdziesiątych XX wieku powstał wyciąg narciarski. Atrakcjami turystycznymi są też muzeum owadów oraz rekonstrukcja osady słowiańskiej.

## Galeria

Rekonstrukcja osady słowiańskiej
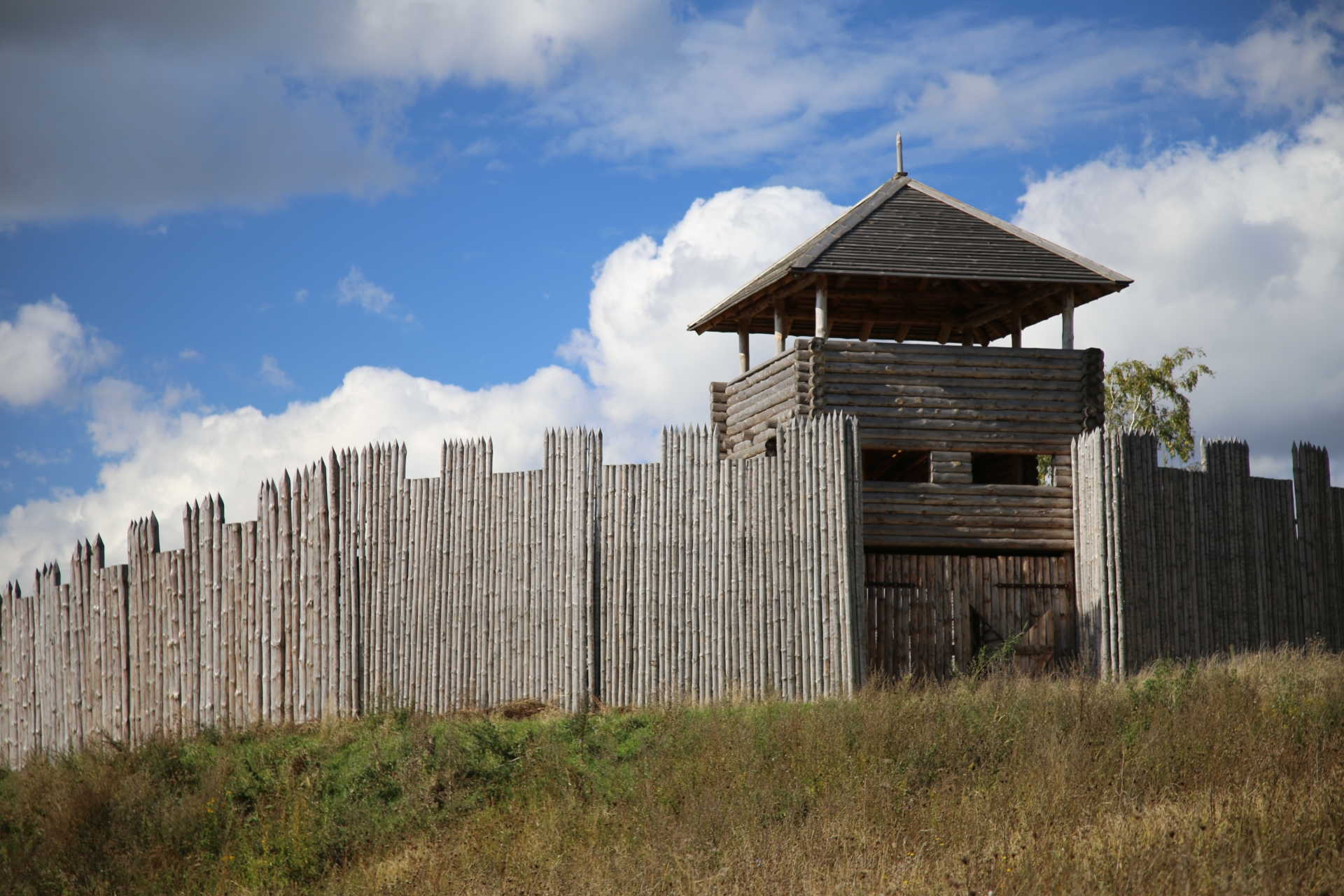
Brama wejściowa
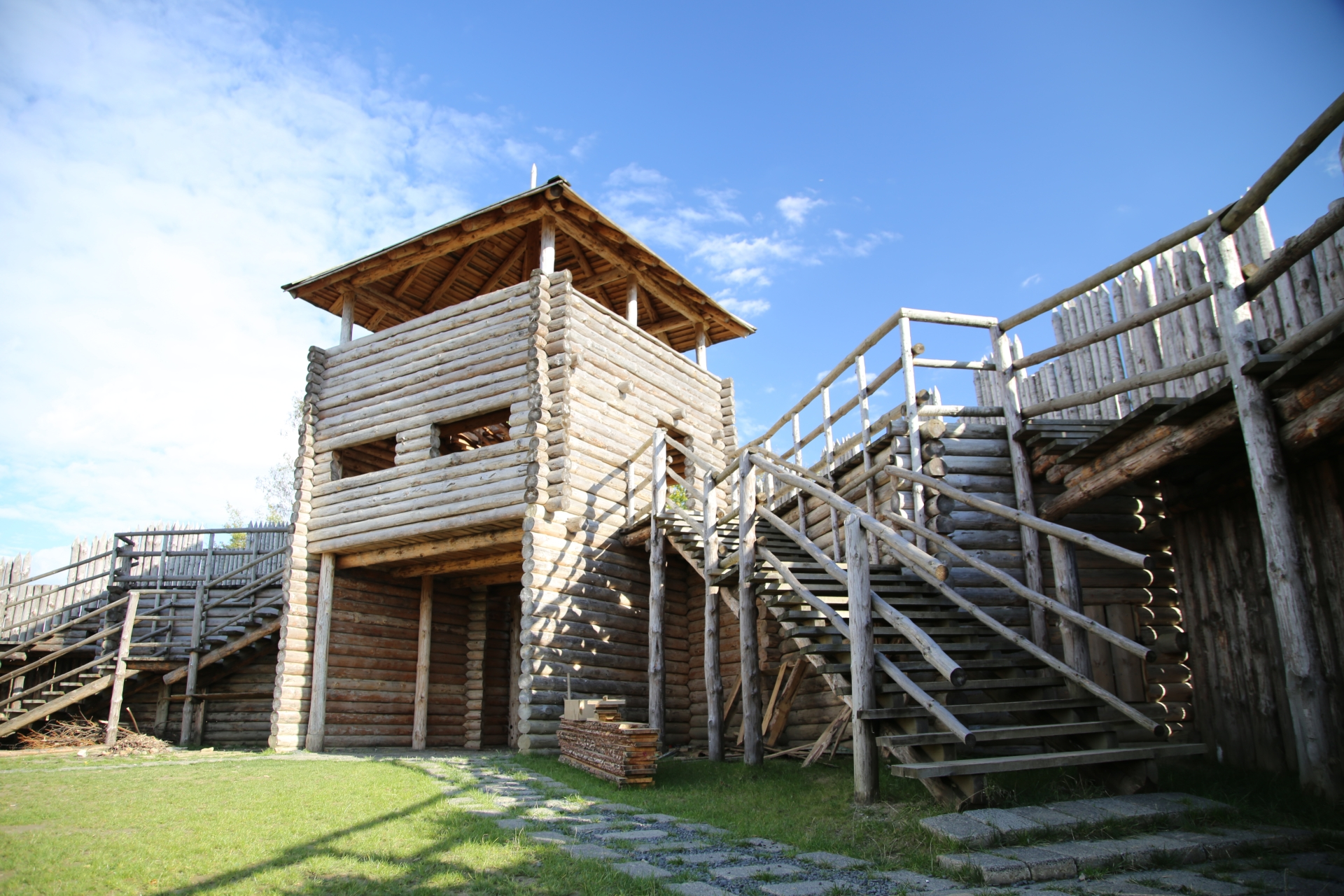
Strażnica
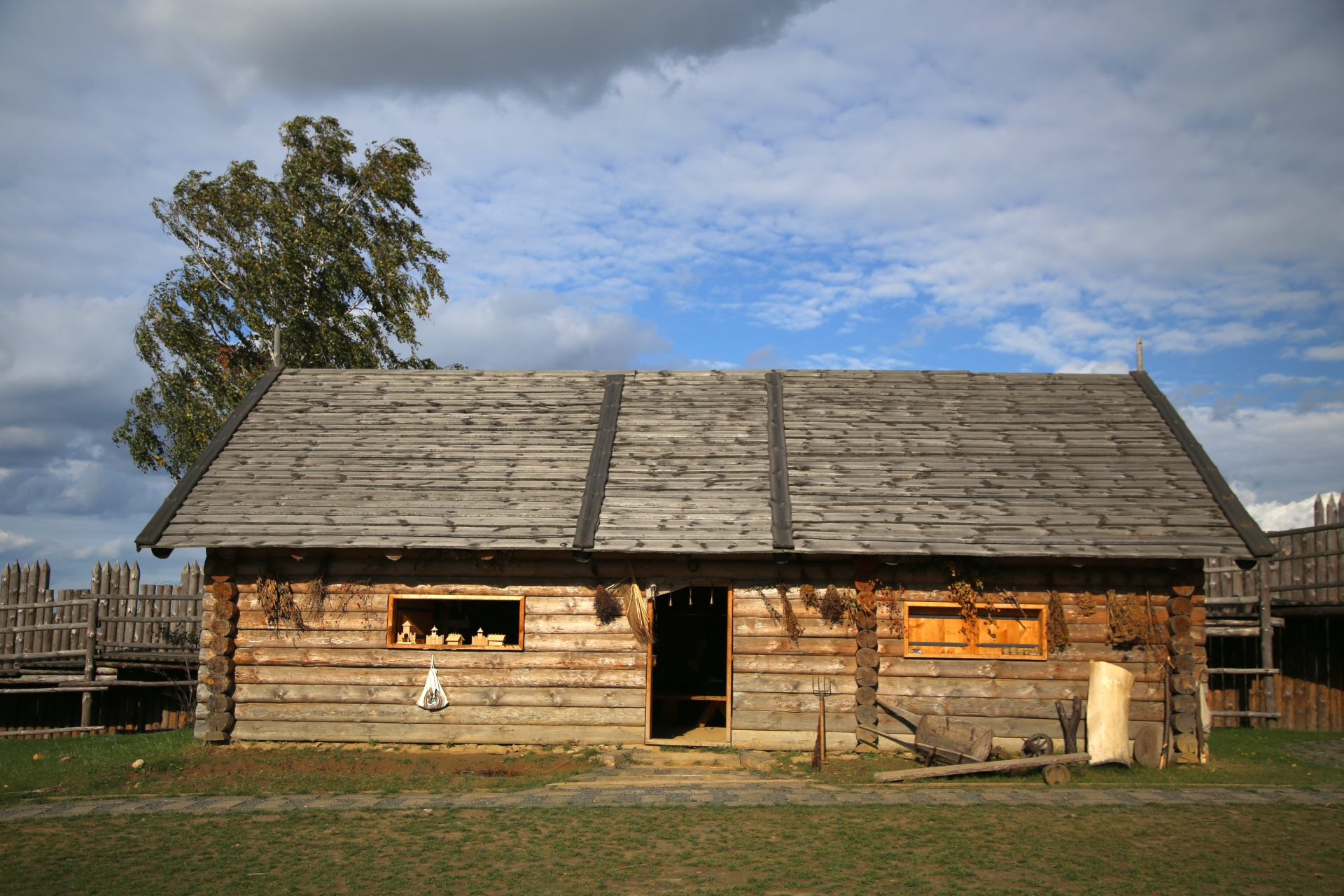
Chata

Inne atrakcje
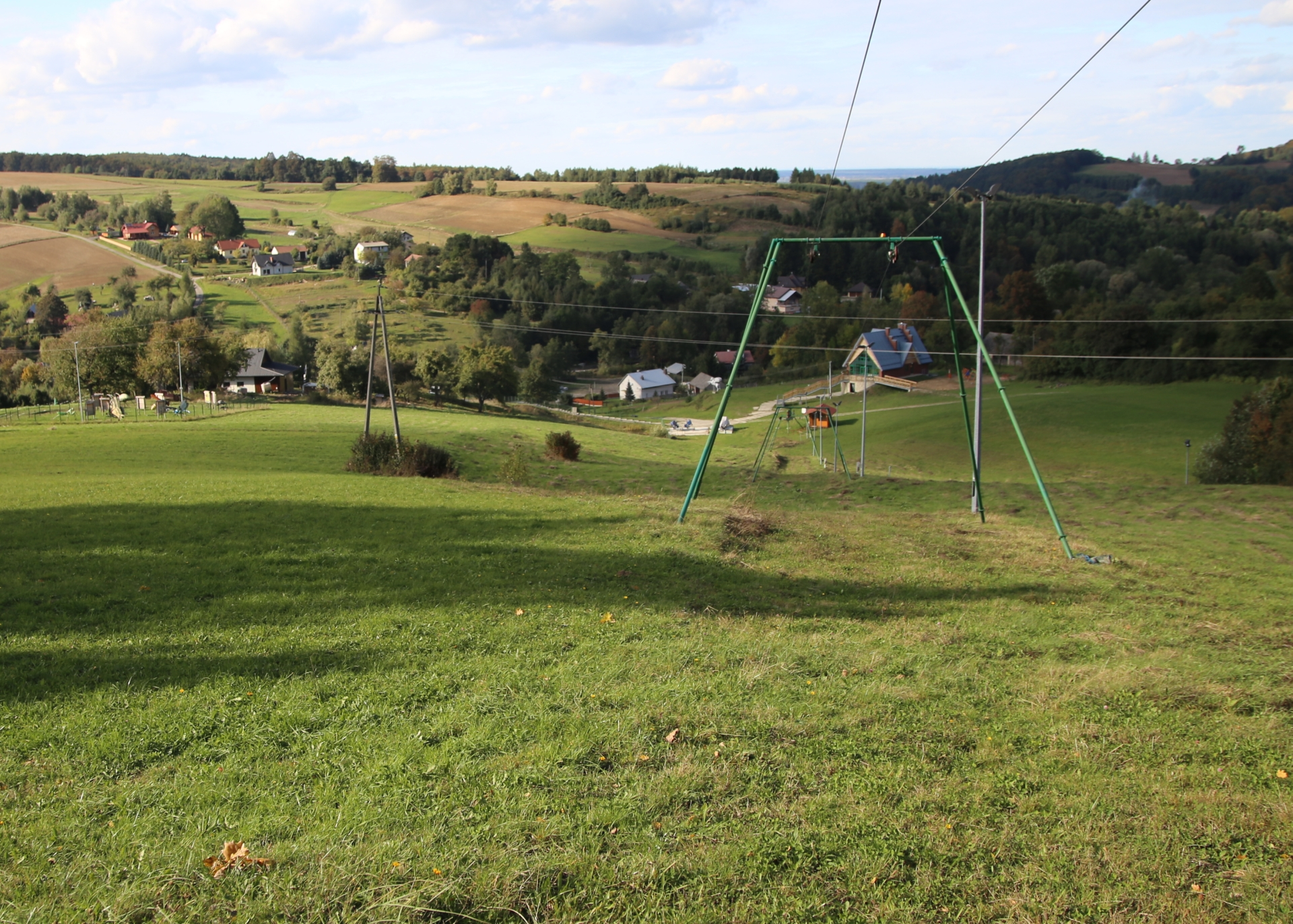
Wyciąg narciarski
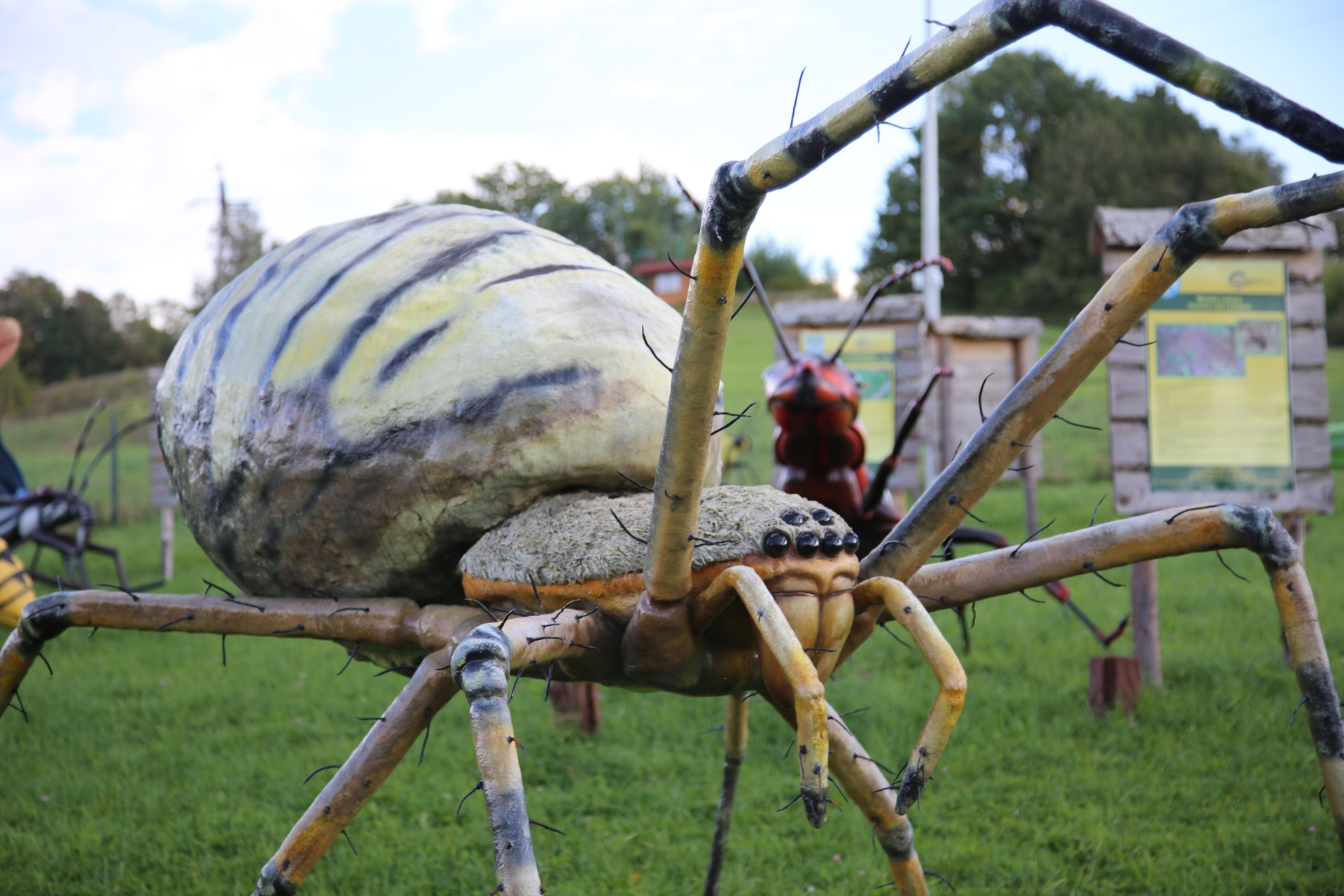
Park owadów